# Augustinum Klinik München

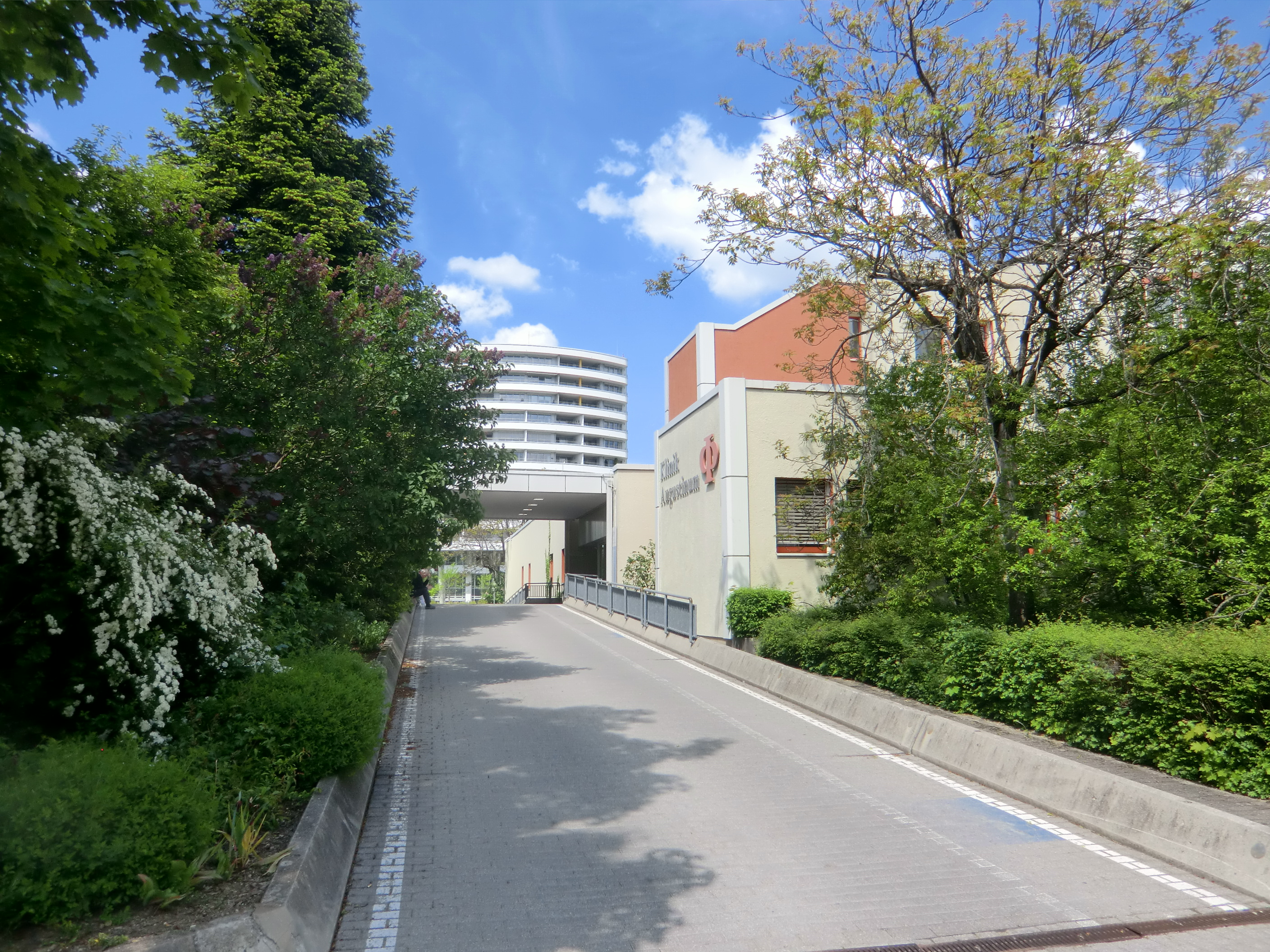
Augustinum Klinik München Zufahrt

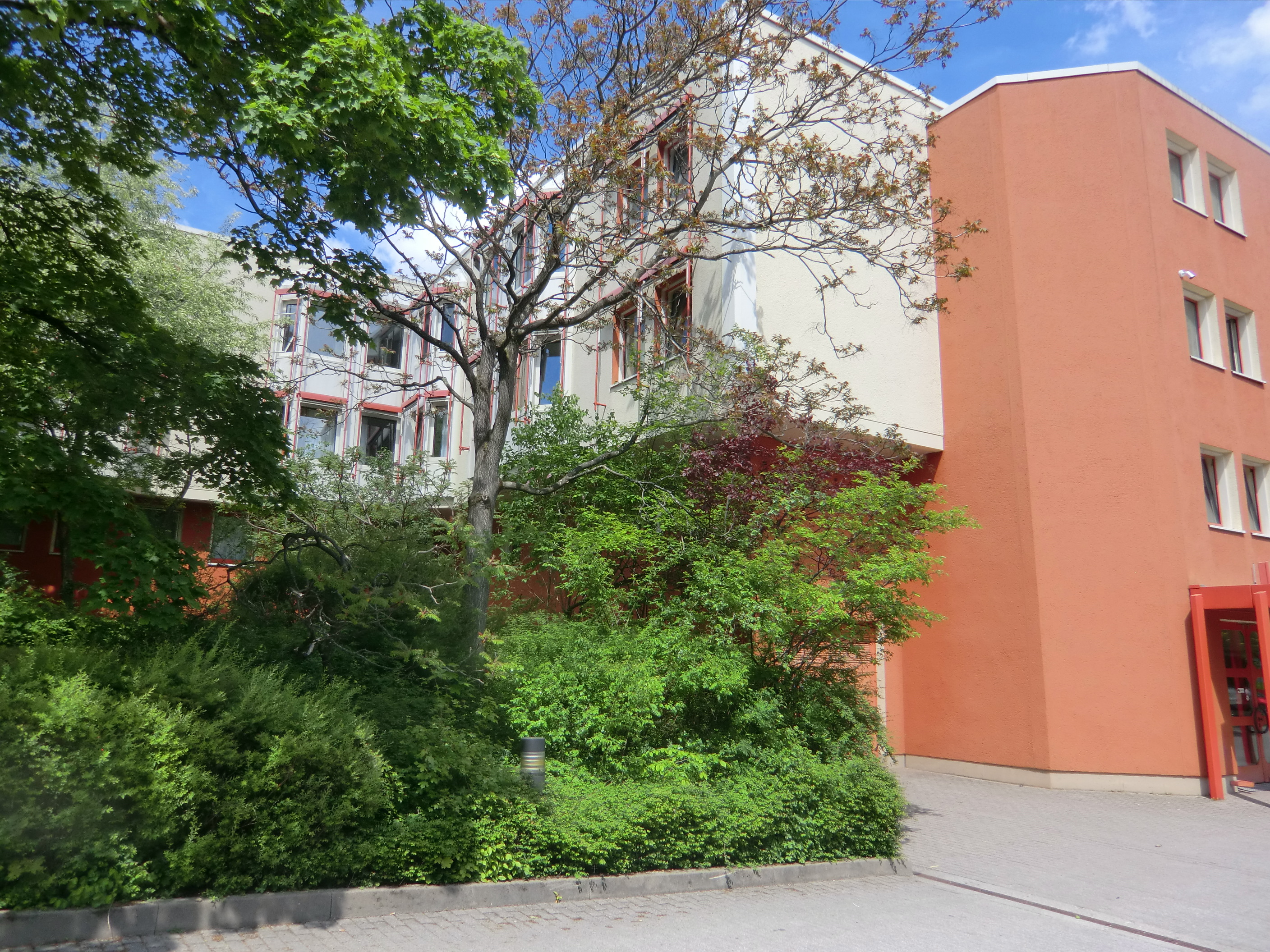
Augustinum Klinik München Außenbereich

Die Augustinum Klinik München ist eine Fachklinik für Innere Medizin mit den Schwerpunkten Kardiologie, Intensivmedizin, Gastroenterologie, Pneumologie und Schlaflabor, Rheumatologie, Nieren-, Hochdruck- und Stoffwechselerkrankungen. Sie gehört zur gemeinnützigen Augustinum Gruppe. Diese ist Mitglied des Diakonischen Werks Bayern der Evangelisch-Lutherischen Kirche in Bayern. Die Klinik liegt im westlichen Münchner Stadtteil Hadern zwischen der Bundesautobahn 96 und dem U-Bahnhof Haderner Stern in unmittelbarer Nachbarschaft zur Augustinum Seniorenresidenz München-Neufriedenheim.

## Geschichte
Die Klinik wurde vom evangelischen Pfarrer Georg Rückert gegründet und am 13. November 1963, dem Geburtstag des Namensgebers Augustinus, als internistische Fachklinik Stiftsklinik Augustinum eröffnet. Im Jahr 1984 wurde ein Neubau eingeweiht. Im Jahr 1985 wurde die Klinik in die Bereiche Gastroenterologie und Kardiologie aufgeteilt sowie eine Intensivstation eröffnet und sie erhielt die Versorgungsstufe Fachkrankenhaus. 1994 kamen die Abteilungen Pneumologie und Schlaflabor hinzu, 1995 die Nephrologie mit zehn Dialyseplätzen, 1998 die Elektrophysiologie. 2004 wurde die Klinik Lehrkrankenhaus der Ludwig-Maximilians-Universität München. 2006 wurde die bisherige Stiftsklinik Augustinum umbenannt in Klinik Augustinum. Anfang der 2020er Jahre wurde die Namensstruktur der Augustinum-Einrichtungen sukzessive geändert, auch die Klinik Augustinum wurde in Augustinum Klinik umbenannt. 2022 verlängerten die Augustinum Klinik und die Herzchirurgie des Klinikums München-Großhadern ihre seit drei Jahrzehnten bestehende Zusammenarbeit um weitere zehn Jahre.

## Gegenwart
Die Augustinum Klinik versteht sich im Sinne ihres Gründers und ihres Namensgebers als „christlich geprägtes Haus“.

### Leistungsspektrum
der Klinik:
- Kardiologie
- Intensivmedizin
- Gastroenterologie
- Hepatologie
- Nephrologie
- Stoffwechselerkrankungen
- Hypertensiologie
- Rheumatologie
- Pneumologie
- Schlaflabor

mit:
- 140 Betten, davon 8 Intensivbetten
- zertifizierter Chest Pain Unit (CPU, Brustschmerz-Einheit), seit November 2019 Teil der internistischen Notaufnahme mit 4 Plätzen
- 10 Dialyseplätzen
- 4 Schlaflaborplätzen

### Zahlen, Daten, Fakten
im Jahr 2020
Fallzahlen
- vollstationär 5.108
- ambulant 5.694

Verweildauer
- in Tagen 4,4

### Auszeichnungen
Die Augustinum Klinik wurde wiederholt von FOCUS Gesundheit als TOP-Klinik ausgezeichnet, 2023 als:
- Top-Klinik in Deutschland für Kardiologie
- Top-Klinik in Deutschland für Rhythmologie
- eines der besten regionalen Krankenhäuser in Bayern

### Fortentwicklung
Seit Februar 2023 befindet sich ein Labor des überregional tätigen Anbieters medizinischer Diagnostik Dr. Staber & Kollegen in der Augustinum Klinik.